# Ассамблея Северной Ирландии
Ассамблея Северной Ирландии (англ. Northern Ireland Assembly, ирл. Tionól Thuaisceart Éireann, ольст. скотс Norlin Airlann Semmlie) — однопалатный законодательный орган Северной Ирландии. Сформирован по результатам референдума, состоявшегося 22 мая 1998 года. Предварительное решение о формировании было принято по результатам переговоров с участием британского и ирландского правительств, а также североирландских партий. Первые выборы Ассамблеи Северной Ирландии состоялись 25 июня 1998 года. В компетенцию органа входят вопросы здравоохранения, образования, местного управления, жилищного строительства, экономического развития, охраны окружающей среды, сельского и лесного хозяйства, спорта и искусств. Принятые ассамблеей акты нуждаются в одобрении Короля.

## Выборы
- Выборы в Ассамблею Северной Ирландии (1998)
- Выборы в Ассамблею Северной Ирландии (2003)
- Выборы в Ассамблею Северной Ирландии (2007)
- Выборы в Ассамблею Северной Ирландии (2011)
- Выборы в Ассамблею Северной Ирландии (2016)
- Выборы в Ассамблею Северной Ирландии (2017)
- Выборы в Ассамблею Северной Ирландии (2022)